# Yvan Neyou
Yvan Neyou Noupa (ur. 3 stycznia 1997 w Duali) – kameruński piłkarz grający na pozycji defensywnego pomocnika. Od 2020 jest zawodnikiem klubu AS Saint-Étienne.

## Kariera klubowa
Swoją karierę piłkarską Neyou rozpoczął w klubie CS Sedan. W 2015 roku awansował do kadry pierwszego zespołu, a 27 maja 2016 zadebiutował w jego barwach w Championnat National w przegranym 0:3 domowym meczu z LB Châteauroux. Zawodnikiem Sedan był do stycznia 2017.
W styczniu 2017 Neyou przeszedł do grającego w Ligue 2, Stade Lavallois. Swój debiut w nim zaliczył 12 maja 2017 w przegranym 0:3 wyjazdowym meczu z Amiens SC. Na koniec sezonu 2016/2017 spadł ze Stade Lavallois do Championnat National.
Latem 2018 Neyou został zawodnikiem rezerw SC Braga. Swój debiut w tym zespole zanotował 13 stycznia 2019 w zwycięskim 3:2 wyjazdowym meczu z Benfiką B. W sezonie 2018/2019 spadł z Bragą B z Liga Portugal 2 do Segunda Divisão.
W lipcu 2020 Neyou został wypożyczony do AS Saint-Étienne. Swój debiut w nim w Ligue 1 zaliczył 17 września 2020 w zwycięskim 2:0 wyjazdowym meczu z Olympique Marsylia. W styczniu 2021 został przez Saint-Étienne wykupiony za kwotę 400 tysięcy euro.
| Sezon   | Klub              | Kraj       | Rozgrywki              | Mecze | Gole |
| ------- | ----------------- | ---------- | ---------------------- | ----- | ---- |
| 2015/16 | CS Sedan          | Francja    | Championnat National   | 2     | 0    |
| 2016/17 | CS Sedan          | Francja    | Championnat National   | 15    | 0    |
| 2016/17 | Stade Lavallois   | Francja    | Ligue 2                | 5     | 0    |
| 2016/17 | Stade Lavallois B | Francja    | Championnat National 3 | 5     | 2    |
| 2017/18 | Stade Lavallois   | Francja    | Championnat National   | 17    | 1    |
| 2017/18 | Stade Lavallois B | Francja    | Championnat National 3 | 8     | 2    |
| 2018/19 | SC Braga B        | Portugalia | Liga Portugal 2        | 8     | 2    |
| 2019/20 | SC Braga B        | Portugalia | Segunda Divisão        | 14    | 0    |
| 2020/21 | AS Saint-Étienne  | Francja    | Ligue 1                | 31    | 1    |

## Kariera reprezentacyjna
W reprezentacji Kamerunu Neyou zadebiutował 4 czerwca 2021 w wygranym 1:0 towarzyskim meczu z Nigerią, rozegranym w Wiener Neustadt. W 2022 roku został powołany do kadry na Puchar Narodów Afryki 2021. Wraz z Kamerunem zajął 3. miejsce na tym turnieju. Rozegrał na nim dwa mecze: grupowy z Burkiną Faso (2:1) i ćwierćfinałowy z Gambią (2:0).